# Норвешка на Европском првенству у атлетици на отвореном 1938.
Норвешка  је учествовала на 2. Европском првенству у атлетици на отвореном 1938. одржаном у Паризу од 7. до 9. септембра и на 1. Европском првенству за жене 17. и 18. септембра у Бечу. После ових првенства мушкарци и жене су се такмичили на заједничким првенствима. Репрезентацију Норвешке представљало је 11 атлетичара (6 мушкараца и 5 жена) који су се такмичили у 8 дисциплина (5 мушких и 3 женске).
Са једном освојеном бронзаном медаљом Норвешка је у укупном пласману делила последње 12. место са Швајцарском.
У табели успешности према броју и пласману учесника у финалним такмичењима (првих 8 такмичара) Норвешка је са 4 учесника у финалу заузела 12 место са 15,50 бодова 18 земаља које су имале представнике у финану, од укупно 23 земље учеснице.
| Плас. | Земља    | 1. место | 2. место | 3. место | 4. место | 5. место | 6. место | 7. место | 8. место | Бр. финал. - Бод. |
| ----- | -------- | -------- | -------- | -------- | -------- | -------- | -------- | -------- | -------- | ----------------- |
| 12.   | Норвешка | 0 - 0    | 0 - 0    | 1 - 6    | 1 - 5    | 1 - 4    | 0 - 0    | 0 - 0    | 1 - 1    | 4 - 15,50         |

## Учесници
| Бр. | Дисциплина    | Мушкарци     | Жене                                         | Укупно |
| --- | ------------- | ------------ | -------------------------------------------- | ------ |
| 1.  | 100 м         | Ерик Сјовали | Сигфрид Сивертсен Ела Ундли Осхилд Брандволд | 4      |
| 2.  | 200 м         |              | Солвејг Томс                                 | 1      |
| 3.  | 5.000 м       | Од Растал    |                                              | 1      |
| 4.  | 400 м препоне | Пер Рис      |                                              | 1      |

| Бр. | Дисциплина   | Мушкарци     | Жене                                             | Укупно  |
| --- | ------------ | ------------ | ------------------------------------------------ | ------- |
| 5.  | 4 х 400 м    |              | Еја Ундли¹ Осхилд Брандволд¹ Солвејг Веневолд НН | 1 (3)   |
| 6.  | 50 км ходање | Едгар Браун  |                                                  | 1       |
| 7.  | Скок увис    | Ерик Стај    |                                                  | 1       |
| 8.  | Бацање диска | Рајдер Серли |                                                  | 1       |
|     | Укупно (8)   | 6            | 5 (6)                                            | 11 (12) |

- Такмичари означени бројем су учествовали у још онолико дисциплина колики је број.

## Освајачи медаља
- Бронза

1. Едгар Браун — 50 км ходање

## Резултати

### Мушкарци
| Атлетичар    | Дисциплина    | Лични рекорд | Квалификације | Квалификације | Полуфинале | Полуфинале | Финале               | Пласман       | Детаљи |
| Атлетичар    | Дисциплина    | Лични рекорд | Резултат      | Место         | Резултат   | Место      | Финале               | Пласман       | Детаљи |
| ------------ | ------------- | ------------ | ------------- | ------------- | ---------- | ---------- | -------------------- | ------------- | ------ |
| Ерик Сјовали | 100 м         |              | 10,7          | 3. у гр. 2 КВ | 11.0h      | 6. у пф 2  | Није се квалификовао | 12. / 20      | [ 2 ]  |
| Од Раздал    | 5.000 м       |              |               |               |            |            | 15:01,0 ЛР           | 9. / 11 (13)  | [ 2 ]  |
| Пер Рис      | 400 м препоне |              | 56.5          | 3. у гр, 1    |            |            | Није се квалификовао | 10. / 12 (13) | [ 2 ]  |
| Едгар Браун  | 50 км ходање  |              |               |               |            |            | 4:44:35 ЛР           |               | [ 2 ]  |
| Ерик Стај    | скок увис     |              |               |               |            |            | 1,90 ЛР              | = 4. / 14     | [ 2 ]  |
| Рајдер Серли | бацање диска  |              |               |               |            |            | 46,36 ЛР             | 8. / 16       | [ 2 ]  |

### Жене
| Атлетичарка                                      | Дисциплина | Лични рекорд | Квалификације | Квалификације | Полуфинале            | Полуфинале            | Финале                | Пласман       | Детаљи |
| Атлетичарка                                      | Дисциплина | Лични рекорд | Резултат      | Место         | Резултат              | Место                 | Финале                | Пласман       | Детаљи |
| ------------------------------------------------ | ---------- | ------------ | ------------- | ------------- | --------------------- | --------------------- | --------------------- | ------------- | ------ |
| Сигфрид Сивертсен                                | 100 м      |              | 12.7          | 2. у гр. 5 КВ | 13,0                  | 6. у пф 1             | Није се квалификовала | 10. / 20 (21) | [ 2 ]  |
| Ела Убдли                                        | 100 м      |              | 13,6          | 4. у гр. 1    | Није се квалификовала | Није се квалификовала | Није се квалификовала | 18. / 20 (21) | [ 2 ]  |
| Осхилд Брандволд                                 | 100 м      |              | 13,2          | 3. у гр. 3    | Није се квалификовала | Није се квалификовала | Није се квалификовала | 12. /20 (21)  | [ 2 ]  |
| Солвејг Томс                                     | 200 м      |              |               |               | 99,9                  | 6. у пф. 1            | Није се квалификовала | 16. / 16      | [ 2 ]  |
| Еја Ундли¹ Осхилд Брандволд¹ Солвејг Веневолд НН | 4 х 100 м  |              |               |               |                       |                       | 51,1                  | 5. / 5 (6)    | [ 2 ]  |

## Биланс медаља Норвешке после 2. Европског првенства на отвореном 1934—1938.
|     | ЕП     |   |   |   |   | УП |
| 1.  | 1934.  | 0 | 2 | 1 | 3 | 10 |
| 2.  | 1938.  | 0 | 0 | 1 | 1 | 12 |
| 1-2 | Укупно | 0 | 2 | 2 | 4 | 12 |
| --- | ------ | - | - | - | - | -- |

|                                        | Атлетичар-ка]                          |                                        |                                        |                                        |                                        |                                        |
| Није било вишеструких освајача медаља. | Није било вишеструких освајача медаља. | Није било вишеструких освајача медаља. | Није било вишеструких освајача медаља. | Није било вишеструких освајача медаља. | Није било вишеструких освајача медаља. | Није било вишеструких освајача медаља. |
| -------------------------------------- | -------------------------------------- | -------------------------------------- | -------------------------------------- | -------------------------------------- | -------------------------------------- | -------------------------------------- |

## Норвешки освајачи медаља после 2. Европског првенства 1934—1938.
|    | Атлетичар/ка      | м | ж | ЕП       | Дисциплина    |   |   |   |   |
| -- | ----------------- | - | - | -------- | ------------- | - | - | - | - |
| 1. | Биргер Халворсен  | м |   | 1934.    | скок увис     |   |   |   |   |
| 2. | Ото Берг          | м |   | 1934.    | скок удаљ     |   |   |   |   |
| 3  | Холгер Албрехтсен | м |   | 1934.    | 100 м препоне |   |   |   | 3 |
| 4. | Едгар Браун       | м |   | 1938.    | 50 км ходање  |   |   |   | 1 |
|    | Укупно            | 4 | 0 | 1934—38. |               | 0 | 2 | 2 | 4 |